# Ян Йонгблуд
Ян Йонгблуд (нід. Jan Jongbloed, 25 листопада 1940, Амстердам — 31 серпня 2023) — нідерландський футболіст, воротар.
Насамперед відомий виступами за клуби ДВС, «Рода» та «Гоу Ехед Іглз», а також за національну збірну Нідерландів.

## Клубна кар'єра
У дорослому футболі дебютував 1959 року виступами за команду клубу ДВС, в якій провів тринадцять сезонів, взявши участь у 353 матчах чемпіонату. Більшість часу, проведеного у складі «ДВС», був основним голкіпером команди.
Протягом 1972—1977 років захищав кольори команди клубу «Амстердам».
Своєю грою за останню команду привернув увагу представників тренерського штабу клубу «Рода», до складу якого приєднався 1977 року. Відіграв за команду з Керкраде наступні чотири сезони своєї ігрової кар'єри. Граючи у складі «Роди» також здебільшого виходив на поле в основному складі команди.
У 1981 році перейшов до клубу «Гоу Ехед Іглз», за який відіграв 5 сезонів. Завершив професійну кар'єру футболіста у 45-річному віці виступами за команду «Гоу Ехед Іглз» у 1986 році.

## Виступи за збірну
У 1962 році дебютував в офіційних матчах у складі національної збірної Нідерландів. Протягом кар'єри у національній команді, яка тривала 17 років, провів у формі головної команди країни лише 24 матчі.
У складі збірної був учасником чемпіонату світу 1974 року у ФРН, де разом з командою здобув «срібло», чемпіонату Європи 1976 року в Італії, на якому команда здобула бронзові нагороди, чемпіонату світу 1978 року в Аргентині, де разом з командою здобув «срібло».

## Титули і досягнення
- Чемпіон Нідерландів: 1963–64
- Віце-чемпіон світу: 1974, 1978